# Sức khỏe cộng đồng
Sức khỏe cộng đồng là một lĩnh vực nghiên cứu chính trong các ngành khoa học y tế và lâm sàng, tập trung vào việc duy trì, bảo vệ và cải thiện tình trạng sức khỏe của các nhóm dân cư và cộng đồng. Đây là một lĩnh vực nghiên cứu riêng biệt có thể được giảng dạy trong một trường y tế công cộng hoặc sức khỏe môi trường riêng biệt. WHO xác định sức khỏe cộng đồng là:

tài nguyên môi trường, xã hội và kinh tế để duy trì tình cảm và thể chất tốt đẹp giữa con người theo những cách thúc đẩy nguyện vọng của họ và đáp ứng nhu cầu trong môi trường độc đáo của họ.

Sức khỏe cộng đồng có xu hướng tập trung vào một cộng đồng địa lý được xác định. Các đặc điểm sức khỏe của một cộng đồng thường được kiểm tra bằng phần mềm hệ thống thông tin địa lý (GIS) và các tập dữ liệu y tế công cộng. Một số dự án, chẳng hạn như InfoShare hoặc GEOPROJ kết hợp GIS với các tập dữ liệu hiện có, cho phép công chúng xem xét các đặc điểm của bất kỳ cộng đồng nào trong các quốc gia tham gia.
Các can thiệp y tế xảy ra trong cộng đồng có thể được phân loại thành ba loại: chăm sóc sức khỏe ban đầu, chăm sóc sức khỏe phụ và chăm sóc sức khỏe đại học. Mỗi thể loại tập trung vào một cấp độ khác nhau và cách tiếp cận đối với cộng đồng hoặc nhóm dân số. Tại Hoa Kỳ, sức khỏe cộng đồng được bắt nguồn từ những thành tựu chăm sóc sức khỏe ban đầu. Các chương trình chăm sóc sức khỏe ban đầu nhằm giảm các yếu tố nguy cơ và tăng cường khuyến khích và phòng ngừa sức khỏe. Chăm sóc sức khỏe phụ có liên quan đến "chăm sóc tại bệnh viện", nơi chăm sóc cấp tính được quản lý trong môi trường bệnh viện. Chăm sóc sức khỏe đại học đề cập đến chăm sóc chuyên môn cao thường liên quan đến bệnh tật hoặc quản lý khuyết tật.